# Shayj al-islam

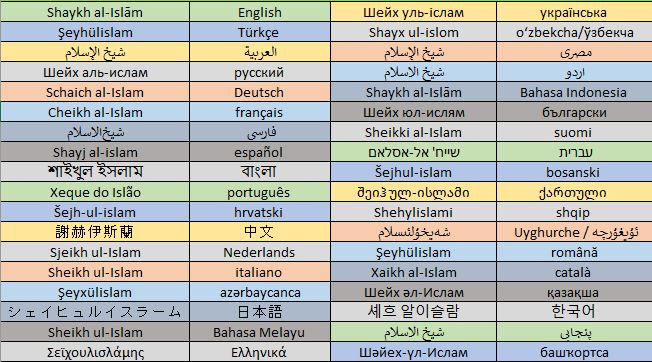
Shayj al-islam

Shayj al-Islam (la transliteración española de Shaykh al-Islam, Sheikhul Islam, Sheikh ul-Islam, Shaikh al-Islam, Şeyhülislam, el último en turco; traducido en español como Jeque del Islam) es un título otorgado a quienes muestran un profundo conocimiento del Islam, tanto del Corán como de las inquisiciones de los más ilustres eruditos islámicos. 
En el Imperio Otomano se convirtió en un prestigioso puesto que capacitaba para la gobernanza de los asuntos religiosos del Califato.

## Poseedores de este título
- Shaykh ul Islam Dr. Muhammad Tahir ul Qadri

- Datos: Q1410729
- Multimedia: Shaykh al-Islam / Q1410729